# あなた色のマノン
「あなた色のマノン」（あなたいろのマノン）は、1980年8月21日にリリースされた岩崎良美の3枚目のシングル。

## 概要
表題曲「あなた色のマノン」の作曲は、前作に引き続き芳野藤丸が担当。本曲から振り付けが入り、左手でマイクを持った。(ただし、7枚目のシングル「ごめんねDarling」はスタンドマイクで歌唱した)
この曲で『第22回日本レコード大賞』新人賞、『第31回NHK紅白歌合戦』初出場を果たした。姉の岩崎宏美も両番組へ出演しており、実の姉妹の『紅白歌合戦』ソロ出場は初めてだった。『紅白』では宏美がステージへ誘導し、コーラスを石川さゆり・榊原郁恵・石野真子が務めた。
B面曲「夏のたより」はファースト・アルバム『Ring-a-Ding』からのリカット。

## 収録曲
1. あなた色のマノン（3分38秒）
作詞：なかにし礼／作曲：芳野藤丸／編曲：大谷和夫
2. 夏のたより（4分38秒）
作詞：竜真知子／作曲・編曲：大谷和夫

## 関連作品
- 岩崎良美 CD-BOX 80-87 ぼくらのベスト（2002年7月17日発売）